# 케로겐
케로겐(kerogen) 또는 유모(油母)는 퇴적암의 유기 물질의 일부를 구성하는 유기 화합물들의 혼합물이다. 케로겐은 고온으로 가열하면 기름과 다른 부산물로 분리된다.
케로겐이라는 이름은 스코틀랜드의 유기화학자 알렉산더 크럼 브라운이 1906년에 선보였다.

## 종류
- 1형: Sapropelic
- 2형: Planktonic, Sulfurous
- 3형: Humic
- 4형: Residue

## 같이 보기
- 유모